# Акліматизація
Акліматиза́ція — процес пристосування організму до змін в довкіллі, часто залучаючи температуру або клімат. Акліматизація звичайно відбувається за короткий час в межах тривалості життя одного організму (порівняйте з адаптація). Акліматизація може бути раптовою або являти собою частину періодичного циклу, як, наприклад ссавці, що втрачають важке зимове хутро на легший літній одяг.
Існує загальне непорозуміння, що акліматизація і аклімація — синоніми. Якщо акліматизація відбувається природно, слово «аклімація» вживають у галузі фізіології, щоб описати процес зміни організму, що вимушений пристосуватися до змін в їх довкіллі викликаних штучними засобами, наприклад в лабораторних умовах.

## Рослини
Багато рослин, як, наприклад клен, півники, і помідор, можуть витримати температури нижче нуля, якщо температура знижується поступово кожну ніч за період кількох днів або тижнів. Таке ж падіння може їх вбити, якщо воно відбудеться раптово. Цей процес називається укріпленням і залучає декілька змін, як, наприклад зменшення вмісту води й збільшення вмісту цукру в рослині, знижуючи точку замерзання соку.

## Тварини
Тварини акліматизуються різними шляхами. Вівці вирощують товстішу шерсть в холодному та вологому кліматі. Більшість людей задихаються і легко стомлюються, коли вони переміщаються на вищі висоти. Після того, як тіло пристосувалося до нової висоти, ці ознаки зникають.
Риби можуть пристосуватися тільки поступово до змін у температурі води та її якості. Тропічних риб, яких продають у зоомагазинах, часто тримають у контейнерах для акліматизації до завершення цього процесу.

### Люди
Акліматизований (англ. acclimatised) — стан в якому цілодобовий біологічний годинник члена льотного екіпажу синхронізований з часовою зоною де знаходиться член екіпажу. Член екіпажу вважається акліматизованим в межах 2-х годинного часового поясу, що оточує місцевий час у пункті відправлення.
Для людей важливо акліматизуватися до нового довкілля перед виконанням енергійних дій. Коли люди рухаються від прохолодного або помірного довкілля до гарячого, сухого безлюдного довкілля або навпаки, вони повинні витрачати до семи днів, щоб акліматизуватися до зміни в їхньому довкіллі. Це дозволяє тілу зробити внутрішні регулювання (дивіться гомеостаз), щоб компенсувати зміни в умовах довкілля. Якщо процесом акліматизації нехтують, то людина знаходиться у вищому ризику для пошкоджень зв'язаних з теплом (тепловий удар, теплові судоми, пневмонія). Тривалість процесу акліматизації може бути скорочена шляхом перебування в навколишніх середовищах подібних до нового довкілля, в яке очікується переїзд. Військові одиниці часто витрачатимуть час в довкіллі подібному до їх майбутнього театру дій, таким чином вони можуть почати діяти в момент прибуття.